# Luke Gallows
Andrew Hankinson, meglio noto con il ring name Luke Gallows e Doc Gallows (Cumberland, 22 dicembre 1983), è un wrestler statunitense.
In WWE Gallows ha vinto due volte il Raw Tag Team Championship (con Karl Anderson). Nella New Japan Pro-Wrestling dove ha vinto tre volte l'IWGP Tag Team Championship sempre con Anderson.

## Carriera

### World Wrestling Entertainment (2005–2010)

#### Deep South Wrestling e il falso Kane (2005–2007)
Nell'estate 2006 Hankinson ha interpretato la gimmick del falso Kane, vincendo un match contro quest'ultimo a Vengeance. Visto lo scarso interesse del pubblico per la faida, nella puntata di Raw successiva è stato massacrato dal vero Kane, terminando così la faida. Dopo ciò è stato rispedito in Ohio Valley Wrestling.

#### Festus (2007–2009)
Torna in WWE nel roster di Smackdown, come Festus, formando un tag team con Jesse. La sua gimmick è alquanto strana: egli prima del suono della campana del ring è in uno stato comatoso ed appena suona la campana del ring impazzisce e si accanisce contro gli avversari. I due il 20 luglio 2008 lottarono a The Great American Bash 2008 in un Fatal Four Way Tag Team match valevole per i WWE Tag Team Championship di SmackDown che fu vinto da Curt Hawkins & Zack Ryder con uno schienamento effettuato proprio su Jesse. Presero parte all'incontro anche The Miz & John Morrison e Finlay & Hornswaggle. Passa a RAW con la draft supplementare 2009, ma non ha mai esordito nel roster con un match. L'unico match che svolge in quel periodo è un tag team match nella FCW: lui in coppia con Sebastian Slater contro Trent Barreta e Caylen Croft.

#### The Straight Edge Society (2009–2010)
Dopo tre mesi fuori dalle scene, Hankinson fa il suo ritorno 27 novembre 2009 a SmackDown come Heel con il ring name "Luke Gallows", sfoggiando un nuovo ring attire con il pizzetto, testa rasata e più magro diventando la guardia del corpo di CM Punk, che ha spiegato che il suo precedente strano comportamento era dovuto dall'assunzione di pillole dannose.
CM Punk e Luke Gallows iniziano a "salvare" delle persone dal pubblico rasandole a zero, e facendole entrare nella Straight Edge Society; una di queste persone "salvate" è Serena ora manager di CM Punk e Luke Gallows. Gallows avrà nei mesi successivi delle buone prestazioni sconfiggendo, Matt Hardy, MVP, e anche Rey Mysterio. Più tardi al team si aggiunge Joey Mercury. A WWE Summerslam 2010, la Straight Edge Society affronterà Big Show in un Handicap match. A SummerSlam la Straight Edge Society viene sconfitta da Big Show in un 3 vs 1 . Nella puntata del 3 settembre Big Show batte Luke Gallows e CM Punk, a fine match Punk, frustrato, esegue la sua mossa finale su Luke Gallows decretando la fine della stable.
Dopo alcuni sporadici match, effettua la sua ultima apparizione a SmackDown il 19 novembre, in un segmento nel backstage con Kane. Viene rilasciato dalla WWE il giorno stesso, insieme a molte altre superstar.

### Circuito indipendente (2010–2016)
Il 5 febbraio 2011 ha combattuto per la promotion Inoki Genome Federation, compagnia di proprietà di Antonio Inoki, contro Sylvester Terkay riuscendo a batterlo grazie alla Spinebuster.
Il 14 giugno 2011 viene sconfitto da Gunner in un dark match nella TNA.

### Total Nonstop Action Wrestling (2011–2013)
Il 14 giugno 2011 perde un dark match di prova contro Gunner e, nel dicembre, prende parte al progetto indiano della federazione (Ring Ka King) col ring name di "Outlaw" Isaiah Cash. All'esordio perde un six-man tag team match, ma al termine del match picchia le altre cinque superstars.
Hankinson debutta nel main roster come membro mascherato della stable Aces & 8s attaccando Sting ed altre superstar della TNA. Nella puntata del 1º novembre di Impact!, durante il match tra Devon e Bully Ray, Hankinson viene smascherato da Joseph Park. Dopo ciò, Hankinson infuriato effettua una Chokeslam ai danni di Park su un tavolo.
Nella puntata dell'8 novembre viene presentato come DOC ed ha un match insieme a Devon contro Sting e Kurt Angle, ma finisce in No-Contest poiché Devon colpisce sia Angle che Sting con una mazza da baseball; il tutto fa scoppiare una rissa, con atleti di Impact! contro membri degli Aces & 8s. Alla fine Hankinson effettua una Chokeslam su Sting su un tavolo e poi lo colpisce ripetute volte con un martello. Durante TNA Turning Point 2012 sconfigge Joseph Park.
A Final Resolution (9 dicembre) fa coppia con Devon e due membri mascherati degli Aces & Eights perdendo contro Kurt Angle, Garett Bischoff, Samoa Joe e Wes Brisco. Il 13 gennaio 2013 a Genesis viene sconfitto da Sting. Il 7 febbraio, nella puntata di Impact!, viene sconfitto in coppia con Devon da Bully Ray e Sting in un Tables match. A Lockdown (10 marzo) prende parte al Lethal Lockdown match Aces & Eights vs. Team TNA perdendo. Successivamente inizia una faida con Mr. Anderson.
Il 12 giugno il suo contratto scade e dopo quattro giorni la TNA e Hankinson annunciano la separazione.

### New Japan Pro-Wrestling (2013–2016)
Il 23 novembre 2013, Doc Gallows fa il suo debutto in Giappone come membro del Bullet Club formando un tag team con Karl Anderson, col quale vincerà per tre volte l'IWGP Tag Team Championship e il World Tag League nel 2013.

### Ritorno in WWE (2016–2020)

#### The Club (2016)
Gallows ha lottato per la WWE prima del 2016, interpretando diversi personaggi, tra cui il falso Kane, Festus e Luke Gallows come membro della Straight Edge Society prima che la WWE lo licenziasse nel 2010. Nel gennaio 2016 la WWE ha annunciato che Styles, Gallows e Anderson erano in procinto di lasciare la NJPW per passare alla WWE. Nella puntata di Raw dell'11 aprile Gallows e Anderson hanno fatto il loro debutto come tag team nella WWE quando hanno attaccato gli Usos (Jey e Jimmy Uso).
Nella successive puntate di Raw la WWE ha iniziato a piantare i semi per una possibile alleanza tra i tre ex membri del Bullet Club, quando Gallows e Anderson (entrambi heel, ossia i "cattivi") – dopo essersi riuniti nel retroscena durante un'intervista ad AJ Styles (che invece era face, ossia interpretava un personaggio "buono") – hanno attaccato sul ring il suo rivale Roman Reigns (che avrebbe affrontato per il WWE World Heavyweight Championship a Payback), ma Styles non sembrava aver apprezzato l'aiuto da parte di Gallows e Anderson, che hanno lottato insieme per la prima volta nella WWE durante la puntata di Raw del 25 aprile in cui hanno sconfitto gli Usos. Gallows e Anderson hanno continuato a dare segni di aver riformato un'alleanza con Styles, che hanno aiutato nel fronteggiare Reigns e gli Usos, incluso a Payback, dove però Styles non è riuscito a conquistare il WWE World Heavyweight Championship. Tutto ciò ha portato a una faida tra il trio di Styles, Gallows e Anderson e quello di Reigns e gli Usos: dopo che il trio di Styles ha sconfitto quello di Reigns nella puntata di Raw del 2 maggio Gallows e Anderson volevano che Styles colpisse Reigns con una sedia, ma questi ha rifiutato, portando gli stessi Usos ad attaccarlo con la sedia, prima che Styles riuscisse ad avere la meglio, venendo però furiosamente attaccato da Reigns dopo aver visto Styles colpire gli Usos con la sedia. Styles, Gallows e Anderson ha subìto la loro prima sconfitta come trio nella WWE durante la puntata di SmackDown del 5 maggio in cui Reigns ha ottenuto lo schienamento vincente ai danni di Anderson. Nella puntata di Raw del 9 maggio Styles, Gallows e Anderson sono stati nominati con il nome di The Club e hanno nuovamente affrontato Reigns e gli Usos, questa volta in un six-man elimination tag team match che li ha visti perdere per squalifica. Gallows e Anderson hanno affrontato gli Usos nella puntata di SmackDown del 12 maggio e hanno perso il match per squalifica, ma hanno avuto la meglio in una rissa al termine del match senza che Styles o Reigns intervenissero. Nella puntata di Raw del 16 maggio Gallows e Anderson hanno subìto la loro prima sconfitta per schienamento come tag team quando gli Usos li hanno sconfitti, ottenendo tuttavia la loro rivincita a Extreme Rules, dove Gallows e Anderson hanno sconfitto gli Usos in un tornado tag team match, mentre Styles ha perso l'Extreme Rules match contro Reigns. La sera seguente a Raw Styles ha detto a Gallows e Anderson che dovrebbero andare ognuno per conto proprio e rimanere amici, ma Gallows e Anderson hanno rifiutato e apparentemente concluso la loro alleanza con Styles.
Nella puntata di Raw del 30 maggio Styles ha avuto un confronto verbale con il rientrante John Cena, ma i due sono stati interrotti da Gallows e Anderson: Styles, che sembrava essere dalla parte di Cena, lo ha invece attaccato alle spalle furiosamente, diventando ufficialmente heel e riformando il Club. Ciò ha portato a un match tra Styles e Cena a Money in the Bank, mentre Gallows e Anderson hanno mostrato il loro interesse per il WWE Tag Team Championship, che però non sono riusciti a conquistare contro i campioni del New Day (Big E, Kofi Kingston e Xavier Woods), i Vaudevillains (Aiden English e Simon Gotch) e di Enzo e Big Cass in un Fatal 4-way tag team match, mentre Styles è riuscito a sconfiggere Cena in un match singolo grazie all'aiuto di Gallows e Anderson. Il Club avrebbe continuato ad attaccare Cena nelle settimane seguenti fino alla puntata di Raw del 4 luglio, quando Enzo Amore e Big Cass sono intervenuti per aiutare Cena, portando i sei ad affrontarsi a Battleground, dove il Club è stato sconfitto quando Cena ha schienato Styles in quella che è stata la loro ultima sera come trio: infatti durante il draft Styles è stato scelto da SmackDown, mentre Gallows e Anderson sono passati a Raw. Tuttavia il 21 luglio Styles ha affermato sul proprio profilo Twitter che il Club non si era sciolto, bensì che si stava "espandendo", lasciando intendere che il Club sarebbe rimasto attivo in entrambi gli show.
L'ultima (momentanea) apparizione del Club è stata il 24 luglio a Battleground, quando è stato sconfitto da John Cena, Enzo Amore e Big Cass in un Six-man tag team match.

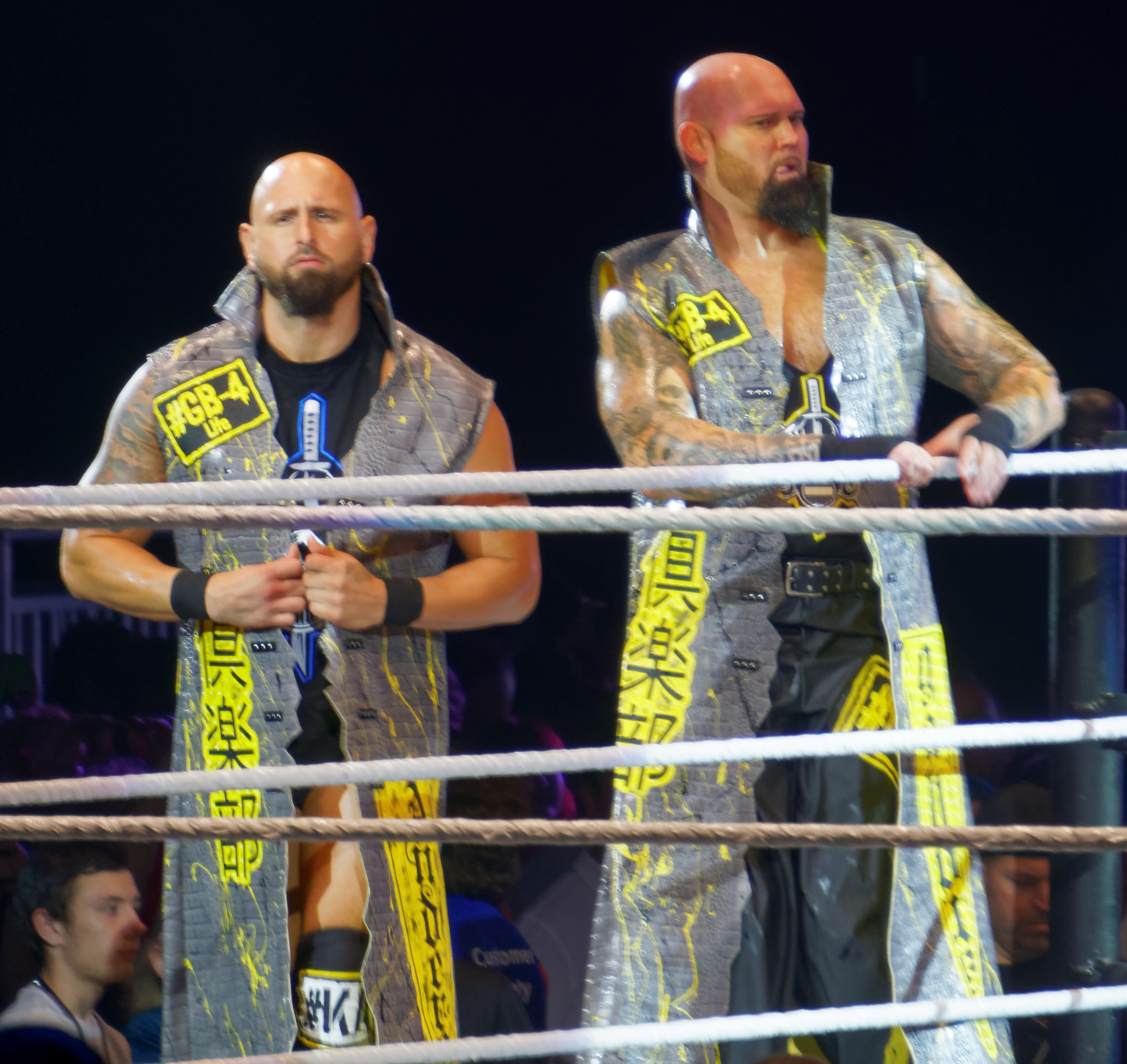
Anderson e Gallows nel settembre 2016

Una volta trasferiti nei rispettivi roster, Gallows e Anderson hanno ripreso la faida col New Day, per cercare di conquistare il WWE Tag Team Championship detenuto dai tre. Nella puntata di Raw del 1º agosto Big E e Kingston hanno trionfato su Karl Anderson e Luke Gallows in un match non titolato ma, nel post match, i due avversari hanno brutalmente attaccato Big E, infortunandolo all'inguine (kayfabe). Nella successiva puntata di Raw dell'8 agosto è stato annunciato che Kingston e Woods, privi dell'infortunato Big E, avrebbero dovuto affrontare Anderson e Gallows a SummerSlam con in palio il WWE Tag Team Championship. Nella puntata di Raw del 15 agosto Gallows e Anderson hanno sconfitto facilmente i Golden Truth (Goldust e R-Truth). Il 21 agosto, a SummerSlam, Gallows e Anderson hanno affrontato Kofi Kingston e Xavier Woods (Big E era stato infortunato da Anderson e Gallows nella puntata di Raw del 1º agosto) per il WWE Tag Team Championship ma l'incontro è terminato con la squalifica di Kingston e Woods a causa dell'intervento di Big E ai danni degli avversari, facendo sì che il New Day mantenesse comunque le cinture. Il 25 settembre a Clash of Champions Gallows e Anderson hanno tentato di conquistare il WWE Raw Tag Team Championship contro il Big E e Kofi Kingston del New Day ma sono stati sconfitti. La scena si è ripetuta anche la sera dopo a Raw, quando Big E e Kingston hanno nuovamente difeso con successo i titoli contro Anderson e Gallows. Nella puntata di Raw del 3 ottobre Gallows e Anderson hanno sconfitto i Golden Truth per la seconda volta. Il 30 ottobre, a Hell in a Cell, Gallows e Anderson hanno sconfitto Enzo Amore e Big Cass. Il 20 novembre, a Survivor Series, Gallows e Anderson hanno preso parte ad un 10-on-10 Traditional Survivor Series Tag Team Elimination match come membri del Team Raw che ha sconfitto il Team SmackDown (anche se sono stati eliminati dai WWE SmackDown Tag Team Champions Heath Slater e Rhyno). Nella puntata di Raw del 21 novembre Gallows e Anderson hanno sconfitto i Golden Truth per la terza volta, ottenendo così un altro match titolato contro il New Day per la settimana dopo. Nella puntata di Raw del 28 novembre, però, Gallows e Anderson sono stati sconfitti da Big E e Xavier Woods del New Day, fallendo l'assalto ai titoli di coppia. Nella puntata di Raw del 5 dicembre Gallows e Anderson hanno affrontato Cesaro e Sheamus per determinare i contendenti n°1 al WWE Raw Tag Team Championship ma il match è terminato in doppia squalifica causa dell'intervento del New Day. Nella puntata di Raw del 12 dicembre Gallows e Anderson hanno affrontato Big E e Kofi Kingston del New Day e Cesaro e Sheamus in un Triple Threat Tag Team match per il WWE Raw Tag Team Championship ma sono stati sconfitti; Kingston ha schienato Anderson dopo che questi era stato colpito dal Brogue Kick di Sheamus, mentre Big E ha tenuto bloccato Cesaro. Il 14 dicembre, a Tribute to the Troops, Gallows e Anderson hanno partecipato ad un Fatal 4-Way Tag Team match che includeva anche Cesaro e Sheamus, i Golden Truth e gli Shining Stars (Primo e Epico) per determinare i contendenti n°1 al WWE Raw Tag Team Championship del New Day per Roadblock: End of the Line ma il match è stato vinto da Cesaro e Sheamus. Nella puntata di Raw del 19 dicembre Gallows, Anderson e gli Shining Stars sono stati sconfitti da Cesaro, Sheamus, Big E e Kofi Kingston. Nella puntata di Raw del 26 dicembre Gallows e Anderson hanno sconfitto i Golden Truth.

#### Raw Tag Team Champions (2017)
Nella puntata di Raw del 16 gennaio 2017 Gallows e Anderson hanno sconfitto Cesaro e Sheamus per squalifica ma questi hanno comunque mantenuto il WWE Raw Tag Team Championship; in realtà Gallows e Anderson erano riusciti a vincere l'incontro schienando Cesaro dopo la Magic Killer, con lo schienamento convalidato da un secondo arbitro, tuttavia il primo arbitro, che era stato colpito precedentemente da Sheamus, ha revocato il tutto assegnando si la vittoria a Gallows e Anderson ma per squalifica (e senza dunque il cambio di titolo). Il 29 gennaio, nel Kick-off della Royal Rumble, Gallows e Anderson hanno sconfitto Cesaro e Sheamus diventando per la prima volta WWE Raw Tag Team Champions in un incontro diretto da due arbitri. Nella puntata di Raw del 6 febbraio Gallows e Anderson hanno difeso con successo i titoli contro Cesaro e Sheamus seppur per squalifica a causa dell'intervento di Big Cass ai danni di Anderson. Il 5 marzo, a Fastlane, Gallows e Anderson hanno difeso con successo i titoli contro Enzo Amore e Big Cass. Nella puntata di Raw del 6 marzo Gallows e Anderson hanno difeso con successo i titoli contro Enzo Amore e Big Cass seppur per squalifica a causa dell'intervento di Cesaro e Sheamus. Nella puntata di Raw del 20 marzo Gallows, Anderson, Enzo Amore e Big Cass sono stati sconfitti da Cesaro e Sheamus in un 4-on-2 Handicap match dove, qualora i due avessero perso, avrebbero dovuto rinunciare al loro incontro titolato di WrestleMania 33 per il WWE Raw Tag Team Championship. Il 2 aprile, a WrestleMania, Gallows e Anderson hanno perso il WWE Raw Tag Team Championship a favore dei rientranti Hardy Boyz (Jeff Hardy e Matt Hardy) dopo 63 giorni di regno in un Fatal 4-Way Ladder Match che includeva anche Cesaro e Sheamus e Enzo Amore e Big Cass.

#### Varie faide (2017)
Nella puntata di Raw del 3 aprile Gallows e Anderson hanno affrontato gli Hardy Boyz (Jeff Hardy e Matt Hardy) per il WWE Raw Tag Team Championship ma sono stati sconfitti. Nella puntata di Raw del 10 aprile Gallows, Anderson e gli Shining Stars (Primo e Epico) sono stati sconfitti da Cesaro, Sheamus e gli Hardy Boyz. Nella puntata di Raw del 17 aprile Gallows e Anderson hanno sconfitto Enzo Amore e Big Cass. Nella puntata di Raw del 24 aprile Gallows, Anderson e Samoa Joe sono stati sconfitti da Big Cass, Finn Bálor e Seth Rollins. Il 30 aprile, nel Kick-off di Payback, Gallows e Anderson sono stati sconfitti da Enzo Amore e Big Cass. Nella puntata di Raw dell'8 maggio Gallows e Anderson hanno partecipato ad un Tag Team Turmoil match per determinare i contendenti n°1 al WWE Raw Tag Team Championship degli Hardy Boyz ma sono stati eliminati da Cesaro e Sheamus. Nella puntata di Raw del 5 giugno Gallows e Anderson sono stati sconfitti da Enzo Amore e Big Show. Nella puntata di Raw del 12 giugno Gallows e Anderson hanno sconfitto Enzo Amore e Big Cass. Nella puntata di Raw del 19 giugno Gallows e Anderson sono stati sconfitti dagli Hardy Boyz. Nella puntata di Main Event del 30 giugno Gallows e Anderson sono stati sconfitti dai Revival (Dash Wilder e Scott Dawson). Nella puntata di Raw del 10 luglio Gallows e Anderson hanno sconfitto gli Hardy Boyz. Nella puntata di Main Event del 21 luglio Gallows e Anderson hanno sconfitto Heath Slater e Rhyno. Nella puntata di Raw del 24 luglio Gallows e Anderson sono stati sconfitti dai Revival. Nella puntata di Raw del 31 luglio Gallows e Anderson sono stati sconfitti dagli Hardy Boyz. Nella puntata di Raw del 7 agosto Gallows e Anderson hanno sconfitto Big Show e Enzo Amore. Nella puntata di Raw del 28 agosto Gallows e Anderson hanno partecipato ad una Battle Royal per determinare il contendente n°1 all'Intercontinental Championship di The Miz ma sono stati eliminati da Matt Hardy. Quella stessa sera, inoltre, Gallows e Anderson sono stati sconfitti da John Cena e Roman Reigns. Nella puntata di Raw del 4 settembre Gallows e Anderson sono stati sconfitti dai WWE Raw Tag Team Champions Dean Ambrose e Seth Rollins in un match non titolato. Nella puntata di Raw dell'11 settembre Gallows, Anderson, Cesaro e Sheamus sono stati sconfitti da Dean Ambrose, Seth Rollins e gli Hardy Boyz. Nella puntata di Raw del 18 settembre Gallows e Anderson hanno partecipato ad un Triple Threat match non titolato che includeva anche i WWE Raw Tag Team Champions Dean Ambrose e Seth Rollins e Cesaro e Sheamus ma il match è stato vinto da questi ultimi. Nella puntata di Raw del 2 ottobre Gallows e Anderson hanno sconfitto Jason Jordan e Matt Hardy. Nella puntata di Raw del 16 ottobre Gallows, Anderson e Elias sono stati sconfitti da Apollo Crews, Jason Jordan e Titus O'Neil. Nella puntata di Main Event del 27 ottobre Gallows e Anderson hanno sconfitto Apollo Crews e Titus O'Neil. Nella puntata di Raw del 30 ottobre Gallows e Anderson sono stati sconfitti da Heath Slater e Rhyno in un All Hallows' Eve Trick or Street Fight. Nella puntata di Main Event del 10 novembre Gallows e Anderson hanno sconfitto Heath Slater e Rhyno. Nella puntata di Raw del 13 novembre Gallows e Anderson sono stati sconfitti da Finn Bálor e Samoa Joe. Nella puntata di Main Event del 6 dicembre Gallows e Anderson hanno sconfitto Heath Slater e Rhyno. Nella puntata di Raw del 1º gennaio 2018 Gallows, Anderson e Finn Bálor hanno sconfitto Bo Dallas, Curtis Axel ed Elias.

#### The Bálor Club (2018)
Nella puntata di Raw del 1º gennaio 2018 Finn Bálor ha riformato il Bálor Club assieme a Luke Gallows e Karl Anderson ed effettuato un turn face e i tre hanno sconfitto Bo Dallas, Curtis Axel ed Elias. Nella puntata di Raw dell'8 gennaio Bálor, Gallows e Anderson hanno sconfitto l'Intercontinental Champion Roman Reigns e i WWE Raw Tag Team Champions Jason Jordan e Seth Rollins. Nella puntata speciale di Raw 25th Anniversary del 22 gennaio Gallows e Anderson hanno sconfitto i The Revival (Dash Wilder e Scott Dawson). Il 28 gennaio, nel Kick-off della Royal Rumble, Gallows e Anderson sono stati sconfitti dai Revival. Nella puntata di Raw del 12 febbraio Gallows e Anderson sono stati nuovamente sconfitti dai Revival. Il 25 febbraio, nel Kick-off di Elimination Chamber, Gallows e Anderson hanno sconfitto il Miztourage (Bo Dallas e Curtis Axel). Nella puntata di Raw del 12 marzo Gallows e Anderson hanno partecipato ad una Battle Royal per determinare i contendenti n°1 al WWE Raw Tag Team Championship di Cesaro e Sheamus ma sono stati eliminati da Braun Strowman. Nella puntata di Raw del 19 marzo Bálor, Gallows e Anderson hanno sconfitto The Miz e il Miztourage. Nella puntata di Raw del 26 marzo Gallows e Anderson hanno sconfitto il Miztourage. L'8 aprile, nel Kick-off di WrestleMania 34, Gallows e Anderson hanno partecipato all'annuale André the Giant Memorial Battle Royal ma sono stati eliminati da Chad Gable e Titus O'Neil. Nella puntata di Raw del 9 aprile Gallows e Anderson sono stati sconfitti dai Revival.

#### Varie faide (2018–2020)
Con lo Shake-up del 17 aprile Gallows e Anderson sono stati trasferiti nel roster di SmackDown. Nella puntata di SmackDown del 24 aprile Gallows, Anderson e il WWE Champion AJ Styles sono stati sconfitti da Shinsuke Nakamura e i Rusev Day (Aiden English e Rusev). Il 27 aprile, a Greatest Royal Rumble, Gallows ha partecipato al Royal Rumble match a 50 uomini entrando col numero 21 ma è stato eliminato da Rey Mysterio. Nella puntata di SmackDown del 22 maggio Anderson e Gallows hanno sconfitto gli Usos (Jey Uso e Jimmy Uso), diventando i contendenti n°1 allo SmackDown Tag Team Championship dei Bludgeon Brothers (Harper e Rowan) a Money in the Bank. Il 17 giugno, nel Kick-off di Money in the Bank, Anderson e Gallows hanno affrontato i Bludgeon Brothers per lo SmackDown Tag Team Championship ma sono stati sconfitti. Nella puntata di SmackDown del 19 giugno Gallows e Anderson hanno affrontato nuovamente il Bludgeon Brothers per lo SmackDown Tag Team Championship ma sono stati sconfitti.
Il 29 aprile 2019 Gallows e Anderson sono passati al roster di Raw; quella stessa sera, i due sono stati sconfitti dagli Usos. Nella puntata di Raw del 17 giugno Gallows a Anderson sono stati sconfitti nuovamente dagli Usos. Nella puntata di Raw del 17 giugno Gallows a Anderson sono stati sconfitti nuovamente dagli Usos. Nella puntata di Raw del 1º luglio il Club è stato riformato dopo che AJ Styles ha attaccato lo United States Champion Ricochet insieme a Gallows e Anderson. Nella puntata di Raw del 15 luglio il Club ha sconfitto i Lucha House Party (Gran Metalik, Kalisto e Lince Dorado). Nella puntata di Raw del 29 luglio Gallows e Anderson hanno riconquistato il Raw Tag Team Championship per la seconda volta sconfiggendo i Revival (Dash Wilder e Scott Dawson) in un Triple Threat match che comprendeva anche gli Usos. Nella puntata di Raw del 5 agosto l'O.C. (l'acronimo di The Original Club come nuovo nome del Club) ha sconfitto Ricochet e Big E e Xavier Woods del New Day (questi ultimi due appartenenti al roster di SmackDown). Nella puntata di Raw del 19 agosto Gallows e Anderson hanno perso i titoli contro Braun Strowman e Seth Rollins dopo 21 giorni di regno. Il 31 ottobre, a Crown Jewel, Gallows e Anderson hanno vinto un Tag Team Turmoil match eliminando per ultimi i Raw Tag Team Champions dei Viking Raiders (Erik e Ivar), vincendo la WWE World Cup. Nella puntata di Raw del 2 dicembre l'O.C. ha sconfitto Humberto Carrillo, Ricochet e Rey Mysterio. Il 15 dicembre, a TLC: Tables, Ladders & Chairs, Gallows e Anderson hanno risposto alla Open Challenge dei Viking Raiders per il Raw Tag Team Championship ma il match è terminato in doppio count-out. Nella puntata di Raw del 16 dicembre Gallows e Anderson hanno sconfitto i Viking Raiders in un match non titolato. Nella puntata di Raw del 23 dicembre l'O.C. ha sconfitto i Viking Raiders e Randy Orton. Nella puntata di Raw del 30 dicembre Gallows e Anderson sono stati sconfitti dagli Street Profits (Angelo Dawkins e Montez Ford). Nella puntata di Raw del 6 gennaio 2020 Gallows e Anderson hanno partecipato ad un Triple Threat Tag Team match per il Raw Tag Team Championship che comprendeva anche i campioni, i Viking Raiders, e gli Street Profits ma il match è stato vinto dai Raiders. Il 26 gennaio, alla Royal Rumble, Gallows ha partecipato al match omonimo entrando col numero 24 ma è stato eliminato da Edge. La sera dopo, a Raw, Gallows e Anderson sono stati sconfitti da Drew McIntyre in un 2-on-1 Handicap match. Nella puntata di Raw del 24 febbraio Gallows è stato sconfitto da Ricochet. Il 27 febbraio, nel Kick-off di Super ShowDown, Gallows ed Anderson hanno sconfitto i Viking Raiders. Nella puntata di Raw del 2 marzo Gallows è stato sconfitto da Aleister Black per squalifica a causa dell'intervento di AJ Styles e di Karl Anderson.
Il 15 aprile Gallows e Anderson sono stati licenziati dalla WWE.

### Ritorno a Impact Wrestling (2020–2022)
Nella giornata del 18 luglio 2020, Impact Wrestling ha ufficializzato il ritorno di Doc Gallows e Karl Anderson e la loro presenza a Slammiversary XVIII. In tale evento, apparendo come The Good Brothers, hanno aiutato Eddie Edwards a respingere Ace Austin e Madman Fulton.

### Secondo ritorno in WWE (2022–2025)
Anderson e Gallows tornarono a sorpresa in WWE nella puntata di Raw del 10 ottobre 2022 aiutando AJ Styles contro il Judgment Day e riformando di fatto l'O.C. dopo due anni. Gallows e Anderson combatterono il loro primo match in WWE dopo quasi tre anni il 17 ottobre, a Raw, sconfiggendo l'Alpha Academy (Chad Gable e Otis). Il 5 novembre, a Crown Jewel, l'O.C. venne sconfitto dal Judgment Day. Il 9 gennaio, a Raw, Anderson e Gallows parteciparono ad un Tag Team Turmoil match per determinare i contendenti n°1 al Raw Tag Team Championship degli Usos ma vennero eliminati per primi dal Judgment Day (Damian Priest e Finn Bálor).
Il 28 aprile 2023, per effetto del Draft, l'O.C. passò al roster di SmackDown.
Pur restando a SmackDown, apparendo per lo più in segmenti backstage con AJ Styles e Michin, apparvero ad NXT il 20 febbraio 2024 attaccando Axiom e Nathan Frazer e la Chase U (Andre Chase e Duke Hudson), effettuando un turn heel. Tornarono dunque in azione nella puntata di NXT della settimana dopo sconfiggendo facilmente Edris Enofé e Malik Blade. Il 19 marzo, ad NXT, Gallows e Anderson prevalsero su Hank Walker e Tank Ledger, qualificandosi per il triple treath match di qualificazione per diventare gli sfidanti all'NXT Tag Team Championship per NXT Stand & Deliver.
L'8 febbraio del 2025 è stato licenziato dalla WWE.

## Personaggio

### Mosse finali
- Come Luke Gallows
  - Gallows Pole / 12 Steps (Reverse full nelson slam) WWE, 2016
- Come Doc Gallows
  - Gallows Pole / Hangman's Noose (Chokebomb)
- Come D.O.C.
  - Chokeslam
- Come Keith Hanson
  - Fireman's carry facebuster
- Come Festus
  - Fireman's carry flapjack
  - Gutbuster drop
- Come The Freakin' Deacon
  - Deacon Bomb (Chokebomb)
  - Deacon Death Drop (Lifting reverse DDT)
  - Spider Lock (Cobra clutch)
  - Swinging side slam

## Titoli e riconoscimenti
- American Pro Wrestling Alliance

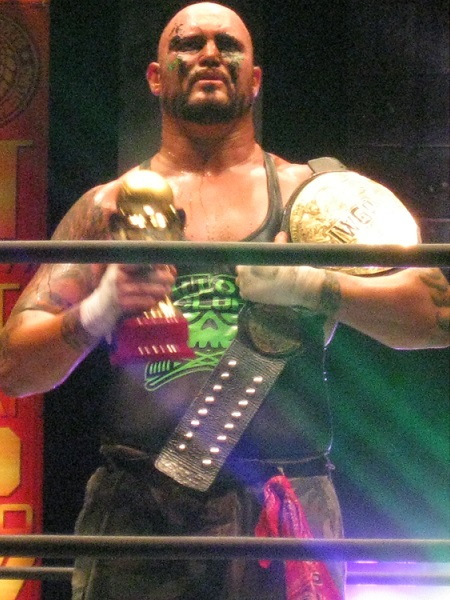
Doc Gallows con l'IWGP Tag Team Championship, titolo che ha detenuto tre volte con Karl Anderson

  - APWA World Tag Team Championship (1) – con Knux
- Impact Wrestling
  - Impact World Tag Team Championship (3) – con Karl Anderson
  - Impact Year End Awards (3)
    - Finishing Move of the Year (2020) - Magic Killer con Karl Anderson
    - Moment of the Year (2020) - ritorno dei Good Brothers a Slammiversary
    - Tag Team of the Year (2021) - con Karl Anderson
- Lariato Pro Wrestling
  - Lariato Pro Tag Team Championship (1) – con Karl Anderson
- National Wrestling Alliance
  - NWA Southern Tag Team Championship (1) – con Iceberg
- National Wrestling League
  - NWL Heavyweight Championship (1)
- New Japan Pro-Wrestling
  - IWGP Tag Team Championship (3) – con Karl Anderson
  - World Tag League (2013) – con Karl Anderson
  - NJPW Strong Tag Team Turbulence Tournament (2021) – con Karl Anderson
- Pro Wrestling Illustrated
  - 65º tra i 500 migliori wrestler singoli nella PWI 500 (2016)
- Rampage Pro Wrestling
  - RPW Heavyweight Championship (1)
- River City Wrestling
  - RCW Tag Team Championship (1) – con Knux
- Southern Fried Championship Wrestling
  - SFCW Heavyweight Championship (1)
- Vanguard Championship Wrestling
  - VCW Heavyweight Championship (1)
- WWE
  - WWE Raw Tag Team Championship (2) – con Karl Anderson
  - WWE Tag Team World Cup (2019) – con Karl Anderson
- Wrestling Observer Newsletter
  - Worst Gimmick (2012, 2013) - Aces & Eights